# Requiem (Berlioz)

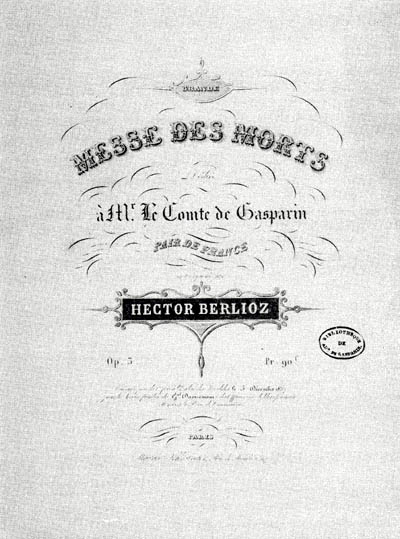
Die erste Ausgabe (Paris, 1838)

Die Grande Messe des Morts (deutsch „Große Totenmesse“), wie das Werk im Original heißt, ist Hector Berlioz’ Vertonung des traditionellen Requiemtextes mit geringfügigen Veränderungen bzw. Anpassungen. Die Komposition trägt die Opuszahl 5, obgleich sie später entstanden ist als etwa die Symphonie Fantastique (op. 14).

## Geschichte
Das Requiem wurde 1837 stellvertretend  von Comte Adrien de Gasparin als Auftragswerk des französischen Staates für die Opfer der Julirevolution von 1830 in Auftrag gegeben und sollte dann am Jahrestag des Todes von Marschall Édouard Adolphe Mortier, einem Opfer des Attentats Joseph Fieschis von 1835, aufgeführt werden.
Die Uraufführung fand jedoch nicht wie geplant im Juli, sondern erst am 5. Dezember 1837 im Rahmen eines Staatstraueraktes für den im Algerienfeldzug gefallenen General Charles-Marie Denys de Damrémont im Pariser Invalidendom unter Leitung von François-Antoine Habeneck statt.

## Besetzung
Berlioz schwebte damals nichts Geringeres vor als das größte je geschriebene Werk. Dementsprechend gewaltig ist der Orchesterapparat:
- Das Hauptorchester umfasst 4 Flöten, 2 Oboen, 2 Englischhörner, 4 Klarinetten, 8 Fagotte, 12 Hörner, 16 Pauken, 2 große Trommeln, 10 Paar Becken, 4 Tamtams sowie 108 Streicher (je 25 erste und zweite Violinen, je 20 Bratschen und Celli, sowie 18 Kontrabässe).
- Hinzu kommen vier weitere Blechblasorchester, bestehend aus Kornetten, Trompeten, Posaunen und Tuben, die zur Darstellung des Jüngsten Gerichts als Fernorchester in den vier Himmelsrichtungen platziert werden sollen.
- Der Chor sollte laut Partiturangabe mindestens 210 Stimmen umfassen (80 Soprane und Alte, 60 Tenöre, 70 Bässe). Als Solostimme setzte Berlioz lediglich einen Tenor (Gilbert-Louis Duprez) im Sanctus ein, dessen Part auch von 10 Tenören aus dem Chor übernommen werden kann.

In der Partitur hatte Berlioz überdies die Vorbemerkung angebracht, dass diese Zahlenangaben nur relativ seien und gegebenenfalls der Apparat noch verdoppelt oder verdreifacht werden könne.

## Formaler Aufbau
Die Grande Messe des Morts gliedert sich in 10 Sätze:
1. Introitus und Kyrie
2. Dies irae
3. Quid sum miser
4. Rex tremendae
5. Quaerens me
6. Lacrimosa
7. Offertorium
8. Hostias
9. Sanctus
10. Agnus Dei